# 菲利波·蒙代利
菲利波·蒙代利（義大利語：Filippo Mondelli，1994年6月18日—2021年4月29日），意大利男子赛艇运动员。他曾代表意大利参加世界赛艇锦标赛，获得一枚金牌和二枚铜牌。他于2021年4月在切尔诺比奥去世。